# قريبات مخروطية الأجنحة
القريبات المخروطية الأجنحة أو فوق عائلة كونيوبتريجيديا (الاسم العلمي: Coniopterygoidea) هي فوق فصيلة من الحشرات تتبع رتيبة شبيهات أسديات الأرق من رتبة عرقيات الأجنحة.

## التصنيف
- مخروطية الأجنحة
  - الكنونتزية